# Walpole (West-Australië)
Walpole is een plaats in de regio South West in West-Australië. Het ligt 430 kilometer ten zuiden van Perth en 66 kilometer ten westen van Denmark. 

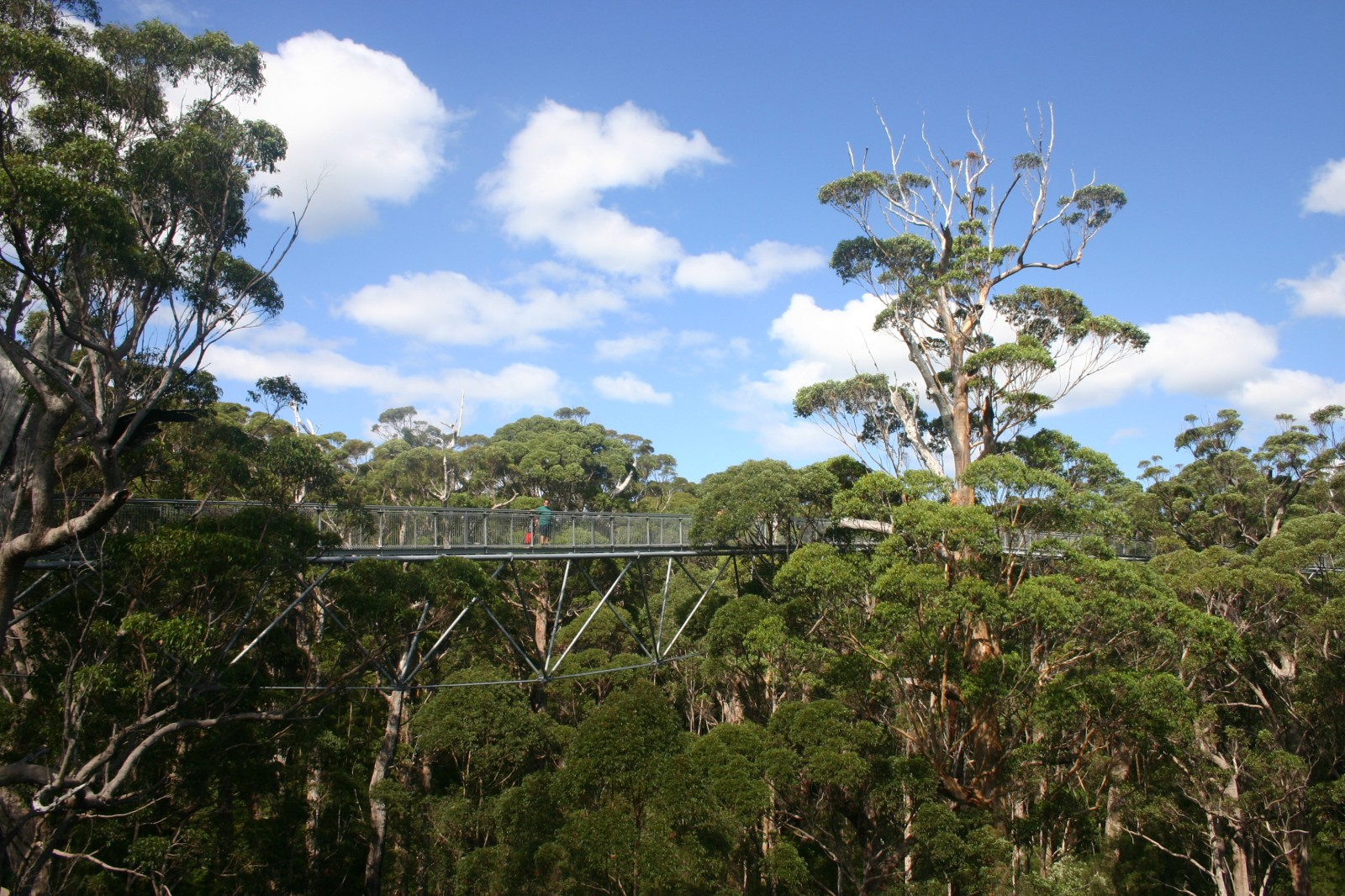
Valley of the giants skywalk

## Geschiedenis
Ten tijde van de Europese kolonisatie leefden de Nyungah Aborigines in de streek. Ze noemden de rivier Walpole en de streek er rond 'Nor-Nor-Nup', wat "plaats van de zwarte slang" betekende.
In 1831 ontdekte kapitein Thomas Bannister de rivier Walpole toen hij een route over land verkende tussen de kolonie aan de rivier de Swan en de kolonie aan de King George Sound, respectievelijk de latere steden Perth en Albany. De rivier werd door gouverneur James Stirling vernoemd naar kapitein W. Walpole met wie hij in 1809 op de HMS Warspite had gediend.
De eerste Europese pioniers in de regio waren Pierre Bellanger en zijn familie in 1909. Zij kwamen aan boord van de Grace Darling uit Albany en namen 16 km² grondgebied in bezit langs de rivier Frankland. Het jaar erop vestigde de familie Thompson zich langs de rivier de Deep.
In 1910 werd er in de streek rond de rivier de Walpole grondgebied voorzien voor een nationaal park. Zo werd de streek een populaire vakantiebestemming. Premier James Mitchell ontwikkelde de streek door middel van Group Settlement Schemes in 1924, 1927 en 1930. In 1929 bereikte een spoorweg het plaatsje Nornalup. Het jaar erop werd beslist een vakantiedorp te bouwen in de omgeving van de Nornalup-inham.
In 1933 werd Walpole officieel gesticht al heette het tot 1934 Nornalup omdat men dacht dat er in Tasmanië reeds een Walpole bestond. De naam Nornalup zorgde echter ook voor verwarring met het 13 kilometer oostelijk gelegen spoorwegstation dus toen het postbedrijf liet weten dat er geen Walpole in Tasmanië bestond koos men voor Walpole.

## Beschrijving
Walpole maakt deel uit van het lokale bestuursgebied (LGA) Shire of Manjimup. Er is een basisschool, een bibliotheek, een gemeenschapscentrum en een sport- en recreatiecentrum. Tijdens de volkstelling van 2021 telde Walpole 429 inwoners. In de toeristische seizoenen verveelvoudigt de bevolking.

## Toerisme
Walpole is een van de weinige dorpjes waar het Bibbulmunwandelpad doorheen loopt.
De streek rondom is gekend voor het oerbos met enorme karri- en tinglebomen. Een bekende toeristische attractie is het wandelpad door de toppen van de bomen in de 'Valley of the Giants' in het nationaal park Walpole-Nornalup, de 'Tree Top Walk'.
Er liggen verscheidene nationale parken rondom Walpole waaronder Mount Frankland, D'Entrecasteaux en het hierboven reeds vernoemde Walpole-Nornalup.

## Transport
In Walpole wordt de South Coast Highway de South Western Highway. Beide wegen maken deel uit van Highway 1, de ringweg rond Australië. De GS3-busdienst tussen Perth en Albany van Transwa doet Walpole elke dag aan.
Walpole heeft een startbaan: Walpole Airport (ICAO: YWPE).

## Klimaat
Walpole kent een gematigd mediterraan klimaat, Csb volgens de klimaatclassificatie van Köppen. De gemiddelde jaarlijkse temperatuur bedraagt 15,7 °C en de gemiddelde jaarlijkse neerslag 1.198 mm.